# Unión libre entre personas del mismo sexo en Bolivia

Países con uniones civiles en Sudamérica.
Uniones civiles para parejas del mismo o de distinto sexo.
Uniones civiles sólo para parejas de distinto sexo.
Sin uniones civiles.

La unión libre entre personas del mismo sexo en Bolivia es legal desde el 20 de marzo de 2023, fecha en la que se publicó un dictamen del Tribunal Constitucional Plurinacional de Bolivia que legalizó este derecho. Este dictamen se dio a partir de un proceso iniciado en 2018 por una pareja de hombres, que en 2020 se convirtieron en la primera pareja del mismo sexo luego tras la resolución de primera instancia del Órgano Electoral Plurinacional.
El 3 de julio de 2020,  la Sala Constitucional Segunda del Tribunal Departamental de Justicia de La Paz emitió un dictamen a favor del reconocimiento de las uniones libres entre personas del mismo sexo en Bolivia. Sin embargo, en aquel entonces el Servicio de Registro Cívico de Bolivia solo permitió el registro de la unión libre de la pareja que realizó la demanda original, (situación que ha cambiado en 2023). El registro fue autorizado por el Registro Cívico el 9 de diciembre de 2020. De acuerdo a expertos legales, este hecho marcó un precedente que a día de hoy abrió la puerta al reconocimiento de uniones libres para el resto de parejas del mismo sexo en el país.
El 22 de junio de 2022, la Sala Segunda del Tribunal Constitucional Plurinacional de Bolivia decidió a través de una Sentencia Constitucional confirmar la resolución de 3 de julio de 2020 y ordenar al Servicio de Registro Cívico a emitir una nueva resolución tomando en cuenta estándares internacionales de protección establecidos por instrumentos ratificados por el Estado boliviano, y exhorta a la Asamblea Legislativa Plurinacional de Bolivia a adecuar la normativa nacional a los mismos estándares. Este dictamen fue el publicado el 20 de marzo de 2023.
Desde diciembre de 2020 hasta julio de 2023, el SERECÍ ha registrado a 47 parejas inscritas.

## Historia
El 5 de octubre de 2018 los bolivianos David Aruquipa y Guido Montaño se dirigieron a una oficina del Servicio de Registro Cívico (SERECÍ) de La Paz para formalizar una relación que mantenían desde 2009 mediante Unión Libre, una modalidad de pareja de hecho permitida en Bolivia y que desde la modificación del Código de las Familias se puede realizar en el registro civil sin necesidad de un juez. El SERECÍ se negó a la inscripción alegando que las leyes bolivianas no contemplan la unión civil de parejas del mismo sexo por lo que la pareja presentó un recurso administrativo invocando estándares internacionales de derechos humanos y el artículo 256 de la Constitución Política del Estado:

I. Los tratados e instrumentos internacionales en materia de derechos humanos que hayan sido firmados, ratificados o a los que se hubiera adherido el Estado, que declaren derechos más favorables a los contenidos en la Constitución, se aplicarán de manera preferente sobre ésta.

II. Los derechos reconocidos en la Constitución serán interpretados de acuerdo a los tratados internacionales de derechos humanos cuando éstos prevean normas más favorables.
Artículo 256 - Constitución de Bolivia

El 11 de septiembre de 2019 el SERECÍ emitió una resolución rechazando la solicitud, por lo que la pareja decidió en febrero de 2020 llevar el asunto a los tribunales.
El 3 de julio de 2020 la Sala Constitucional Segunda del Tribunal Departamental de Justicia de La Paz falló a favor de Aruquipa-Montaño, obligando al SERECÍ a inscribir su unión libre. Para argumentar su decisión la Sala Constitucional utilizó la Opinión Consultiva OC 24/17, una solicitud de opinión consultiva sobre derechos LGBT por parte del Gobierno de Costa Rica hecha en 2016 que, entre otras cosas, se expresaba a favor del reconocimiento del matrimonio igualitario en la región latinoamericana. Este pronunciamiento señaló que los Estados miembros del Pacto de San José debían garantizar el acceso de las parejas homosexuales a las figuras ya existentes, incluyendo el matrimonio.
A pesar de que más de 380 redes, organizaciones y activistas de derechos humanos nacionales e internacionales apoyaron el fallo, el SERECÍ no acató la sentencia y elevó la causa al Tribunal Constitucional Plurinacional. Sin embargo, de forma sorpresiva, el 9 de diciembre la dirección nacional del SERECÍ publicó la Resolución 003/2020 donde dispuso el registro de la Unión Libre de David Aruquipa y Guido Montaño. Esta decisión se tomó tras una recomendación por parte de la Misión en Bolivia de la Oficina del Alto Comisionado de las Naciones Unidas para los Derechos Humanos (Oacnudh). Finalmente, la pareja pudo registrar su unión libre el 18 de diciembre de 2020.
En octubre de 2021 la pareja conformada por Andrés Fernández, de profesión abogado e Ignacio Bacarreza, de profesión politólogo, ambos de la ciudad de La Paz, encontraron un resquicio legal bajo la figura llamada “Compromiso de Convivencia” para así garantizar la sucesión patrimonial que se efectúa ante un Notario de Fe Pública, ante la negativa del registro de su Unión Libre. La pareja celebró su unión simbólica en la ciudad de Cochabamba. A la vez, el 18 de septiembre del mismo año se llevó a cabo en la ciudad de Cochabamba, la unión simbólica entre Ignacio Bacarreza y Andrés Fernández, una unión denominada como "ceremonia celta", la cual no tiene efectos legales o reconocimiento por el Estado, ello ante una nueva negativa de registrar una Unión Libre Homoparental. Claro ejemplo que hasta la fecha, a pesar de ya haber recursos legales para la legal Unión Libre entre persona del mismo sexo, su praxis era nula, empujando a las parejas, motivadas más que antes y desesperadas en formalizar sus relaciones, a practicar otros medios alternativos pero que difícilmente reemplazaba la Unión Libre Homoparental, supuestamente legal en Bolivia. Por lo que un nuevo proceso legal era necesario, pero sobre todo inminente, ante el ferviente sentimiento de igualdad y lucha, que había despertado en la comunidad LGBT boliviana, para alcanzar resultados reales de la ya legal Unión Libre Homoparental,
En fecha 13 de mayo de 2022 el SERECÍ registró la Unión Libre de la segunda pareja que está conformada por dos mujeres, quienes han decido resguardar su identidad, ambas presumiblemente extranjeras y residentes en la ciudad de La Paz. La pareja fue asesorada por el mismo equipo legal que acompañó a David Aruquipa y Guido Montaño en su periplo administrativo y legal; y a pesar de que su proceso administrativo de registro ante el SERECI fue dilatado desde 2021, finalmente después de un duro proceso legal, se logró realizar el registro de su Unión Libre con éxito, siendo la segunda pareja en lograr la Unión Libre en Bolivia, y la primera conformada por dos personas de sexo femenino. Aun así, no lograron la apertura de una práctica regular y continua de registro de estas uniones libres entre personas del mismo género, pero si sentar antecedentes para los años siguientes.
El 27 de mayo de 2022 el SERECÍ registró a la tercera pareja a nivel nacional, y la primera del Oriente Boliviano, conformada por Diego Figueroa, de profesión ingeniero y David Corchero, de profesión médico ambos bolivianos y residentes en la ciudad de Santa Cruz de la Sierra, quienes lograron también registrar su Unión Libre después de trámites administrativos, una Acción de Amparo Constitucional llevada a cabo el 12 de mayo de 2022 por la Sala Constitucional Primera del Tribunal Departamental de Justicia de Santa Cruz, que concedió la tutela y conminó al SERECÍ a responder a su solicitud sobre la posibilidad de inscribir su Unión Libre y también gracias a la intervención de la Defensoría del Pueblo quien evitó más dilaciones para materializar dicha inscripción. Finalmente el 27 de mayo de 2022 Diego y David fueron reconocidos legalmente como cónyuges ante el Estado Boliviano; allanando así el camino con su visibilidad para que otras parejas del mismo sexo registren sus Uniones Libres simplemente a solicitud verbal de los interesados ante el SERECÍ Departamental más cercano a su domicilio; sin la necesidad de acudir a instancias judiciales. En referencia a la mencionada Unión Libre de Diego y David, en entrevista a la Red Uno, el director departamental del SERECÍ Santa Cruz indicó que los derechos y obligaciones entre Matrimonio y Unión Libre (ambas figuras contempladas en la Ley 603 de 2014) son idénticos. Asimismo señaló que los requisitos para las Uniones Libres entre parejas del mismo sexo son los mismos que para las Uniones Libres entre parejas heterosexuales. No obstante, el Servicio de Registro Cívico (SERECÍ) a partir de la repercusión mediática de la Unión Libre de Diego y David, también aclaró que se podrán realizar los registros de más Uniones Libres de personas del mismo sexo, sujetando su validez y eficacia a la determinación que asuma el Tribunal Constitucional Plurinacional respecto al caso Aruquipa-Montaño, pero es importante recalcar que, mientras no exista un fallo revocatorio por parte del Tribunal Constitucional Plurinacional, se continuarán inscribiendo Uniones Libres entre parejas del mismo sexo, en aplicación de los derechos preferentes, por los principios de igualdad, favorabilidad y progresividad amparados por la Constitución Política Boliviana (art. 14), la Ley 045 contra el racismo y toda forma de discriminación y otras normas adyacentes.
Así como sucedió con la segunda pareja que asentó su Unión Libre en los registros del SERECÍ, preservando su identidad, los contrayentes que así lo deseen podrán hacerlo. Además que, dichas Uniones Libres actualmente gozan de todos los derechos y obligaciones ante las todas instituciones sean éstas públicas o privadas dentro de todo territorio boliviano; con beneficios tales como créditos bancarios conjuntos, sucesión de bienes, herencias, afiliaciones a la seguridad social de corto y largo plazo y otros; garantizando así la igualdad real y efectiva a efectos administrativos y legales. Habiendo Bolivia dado un paso de gigante, no solo en derechos LGBTIQ+, sino para el conjunto de la sociedad boliviana en materia de derechos humanos.
El 14 de junio de 2022 los denominados "Incas del Gran Poder" oficializaron la intención de registrar su unión.
El 30 de septiembre de 2022 en el SERECÍ Departamental de Santa Cruz, se llevó a cabo la inscripción de la Unión Libre de dos hombres Deivid y Andrés.
El 7 de octubre de 2022 en la ciudad de La Paz, el SERECÍ inscribió la Unión Libre de Joel y Shomar, una pareja con más de cinco años de relación.
El 28 de octubre de 2022, en la ciudad de Santa Cruz de la Sierra, se registraron dos uniones libres, de Gabriela y Leandra a la vez que de Susana y María, primeras en el departamento de Santa Cruz en inscribir su Unión Libre para garantizar sus derechos como familia. Fuente: Instragram MANODIVERSA.
El 23 de diciembre de 2022, Silvia y Marielva materializan su Unión Libre ante el SERECÍ Departamental de Santa Cruz.
El 20 de enero de 2023 Betty Yeguaori y Rosita Sánchez inscribieron su Unión Libre en el SERECÍ Departamental de Santa Cruz.
el 29 de marzo de 2023 se dio un hito histórico para la comunidad LGTBQ+. La primera celebración de Unión Libre no sólo de una, sino de tres parejas conformada por seis mujeres, una de las parejas purga condena o detención preventiva dentro de la cárcel, las otras dos parejas, hoy gozarán del derecho a pernoctar con sus respectivas cónyuges.
El 31 de marzo de 2023 dos hombres inscribieron su Unión libre en el SERECÍ por primera vez en la ciudad de Sucre, la capital del país.